# Regina Sackl
Regina Sackl (Hartberg, 21 agosto 1959) è un'ex sciatrice alpina austriaca, vincitrice della Coppa del Mondo di slalom speciale nel 1979.

## Biografia
Specialista delle prove tecniche, Regina Sackl in Coppa del Mondo ottenne il primo piazzamento di rilievo il 3 marzo 1974 a Vysoké Tatry, giungendo 8ª in slalom speciale, e conquistò il primo podio il 26 gennaio 1976 a Kranjska Gora, classificandosi 3ª nella medesima specialità alle spalle della svizzera Lise-Marie Morerod e della tedesca occidentale Rosi Mittermaier. Nello stesso anno esordì ai Giochi olimpici invernali: a Innsbruck 1976 si classificò 19ª nello slalom gigante e non completò lo slalom speciale.
Il 26 febbraio 1977 a Furano ottenne la sua prima vittoria in Coppa del Mondo, successo che riuscì a ripetere altre due volte, sempre tra i pali stretti: l'ultima il 19 gennaio 1979 a Meiringen. Nella stagione 1978-1979, dopo aver colto anche il suo ultimo podio nel massimo circuito internazionale (3ª nello slalom speciale di Pfronten del 3 febbraio), si aggiudicò la Coppa del Mondo di slalom speciale con 18 punti di vantaggio sulla connazionale Annemarie Moser-Pröll.
Ai XIII Giochi olimpici invernali di Lake Placid 1980, sua ultima presenza olimpica, non completò né lo slalom gigante né lo slalom speciale; il 3 febbraio 1981 ottenne l'ultimo piazzamento della sua attività agonistica, il 13º posto nello slalom speciale di Coppa del Mondo disputato sulle nevi di Zwiesel.

## Palmarès

### Coppa del Mondo
- Miglior piazzamento in classifica generale: 7ª nel 1979
- Vincitrice della Coppa del Mondo di slalom speciale nel 1979
- 6 podi (1 in slalom gigante, 5 in slalom speciale):
  - 3 vittorie (tutte in slalom speciale)
  - 3 terzi posti

#### Coppa del Mondo - vittorie
| Data             | Località  | Paese    | Specialità |
| ---------------- | --------- | -------- | ---------- |
| 26 febbraio 1977 | Furano    | Giappone | SL         |
| 8 gennaio 1979   | Les Gets  | Francia  | SL         |
| 19 gennaio 1979  | Meiringen | Svizzera | SL         |

Legenda:

SL = slalom speciale

### Coppa Europa
- Miglior piazzamento in classifica generale: 3ª nel 1977[1]

### Campionati austriaci
- 5 medaglie[1]:
  - 2 argenti (slalom gigante nel 1979; slalom speciale nel 1980)
  - 3 bronzi (slalom gigante nel 1977; slalom gigante nel 1980; slalom speciale nel 1981)

### Campionati austriaci juniores
- 2 medaglie[1]:
  - 1 argento (slalom gigante nel 1976)
  - 1 bronzo (slalom speciale nel 1974)